# Wielkogłów potokowy
Wielkogłów potokowy, żółw wielkogłowy (Platysternon megacephalum) – gatunek gada z podrzędu żółwi skrytoszyjnych, jedyny przedstawiciel rodziny wielkogłowowatych (Platysternidae).

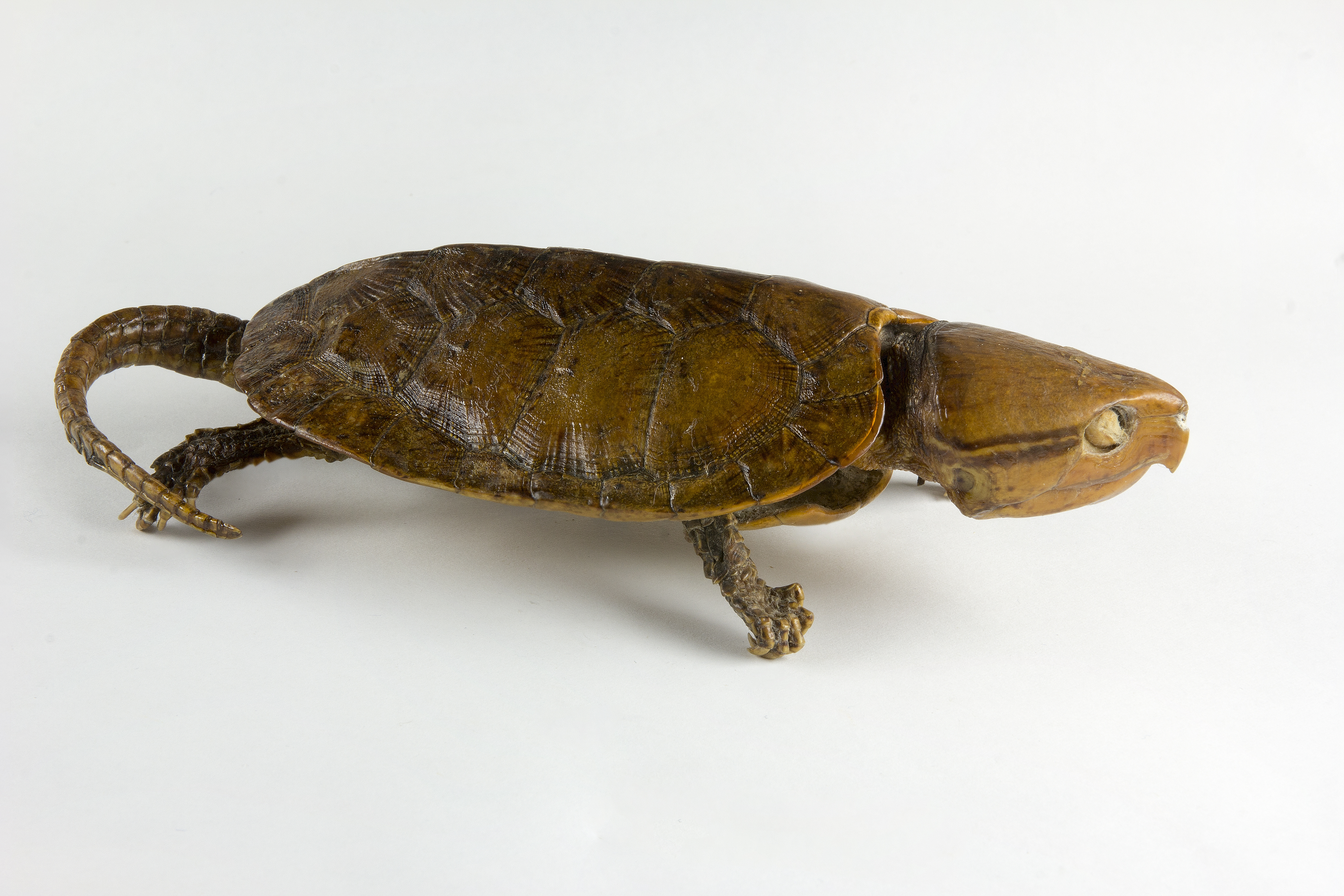
Okaz muzealny

OpisNieproporcjonalnie duża głowa pokryta jedną dużą gładką tarczą otaczającą całą jej grzbietową powierzchnię. Koniec górnej szczęki zakończony potężnym hakiem. Bardzo długi ogon pokrywają gładkie tarczki. Karapaks średnio wypukły. Na końcach palców wielkie pazury, a błon pływnych brak. Karapaks ciemnobrązowy, na głowie jaśniejsze plamki.
RozmiaryKarapaks dochodzi maksymalnie do 25,5 cm długości u samców i 21 cm u samic. Podgatunek P. m. shiui jest sporo mniejszy – karapaks samców osiąga długość maksymalnie 15,1 cm, a samic 10,7 cm.
WystępowaniePołudniowe Chiny (w tym wyspa Hajnan), Półwysep Indochiński, wschodnia i południowo-wschodnia Mjanma.
BiotopZimne i szybko płynące rzeczki i strumienie z kamienistym dnem pośród górskich lasów.
PokarmRóżnorakie małe zwierzęta: ryby, mięczaki, robaki.
BehawiorW dzień ukryty pod kamieniami w płytkiej wodzie lub wygrzewa się w słońcu na kamieniach w pobliżu wody. Żeruje o zmroku i w nocy zarówno w wodzie jak i na lądzie. Zimuje na lądzie w wygrzebanych przez siebie jamach.
RozmnażanieW jednej porze lęgowej samice składają 2–8 jaj, w Chinach niekiedy tylko jedno.